# Wo (kana)
を în hiragana sau ヲ în katakana, (romanizat ca wo) este un kana în limba japoneză care reprezintă o moră. Caracterele hiragana și katakana sunt scrise fiecare cu trei linii. Kana わ și ワ reprezintă sunetul pronunție în japoneză [o], iar în unii dialecte sunetul pronunție în japoneză [wo].
Caracterul を provine de caracterul kanji 遠, iar ヲ provine de 乎.

## Variante
Katakana ヲ este uneori folosit cu un dakuten, ヺ, ca să reprezintă sunetul /vo/ în limbi străine, iar în mod normal sunetul /vo/ este reprezentat de combinația ヴォ. Sunetul "wo" este reprezentat deseori de combinația ウォ: ウォークマン (Wōkuman, "Walkman") și ウォッカ (Wokka, "Vodka"). Hiragana を este folosit pe insula Okinawa pentru silaba /o~wo/.

## Folosire în limba ainu
În limba ainu, katakana ヲ este folosit pentru sunetul [wo], iar acest sunet se poate de asemenea scrie ca ウォ.

## Forme
| Formă                                   | Rōmaji | Hiragana | Katakana |
| --------------------------------------- | ------ | -------- | -------- |
| Fără semne diacritice: w- (わ行 wa-gyō) | Wo     | を       | ヲ       |

## Ordinea corectă de scriere
|                                      |
| Ordinea corectă de scriere pentru を |

|                                      |
| Ordinea corectă de scriere pentru ヲ |

## Alte metode de scriere
- Braille:

| －－ －・ ・－ |

- Codul Morse: ・－－－